# Zündapp Falconette
Die Zündapp Falconette ist ein Kleinkraftrad bzw. nach heutigem Recht ein Leichtkraftrad der Zündappwerke München.

## Geschichte
Als Kreidler mit Leichtkrafträdern, die nicht den gesetzlichen Bestimmungen eines Mopeds entsprachen, mit Erfolg auf den Markt kam, zogen neben Zündapp auch andere Hersteller nach. Mit den am 24. August 1953 geschaffenen Führerscheinbestimmungen zu dieser Fahrzeugklasse, auch als Lex Kreidler bezeichnet, war der Weg für einen lukrativen Markt geöffnet.
Das erste Modell war eine vom Moped „Combinette“ 423S abgeleitete Version und wurde als 425 bezeichnet. Gefolgt wurde dieses dann vom Typ 435 und dann vom Typ 510, womit dann die Zeit der Falconette endete. Die folgenden Modelle 515, 516, 517, 530 und für den Export 540 wurden dann als KS 50 bezeichnet.

## Modellvarianten

### Falconette 425
Diese verfügte über den gleichen Rahmen wie die 423, erstmals wurden hier zuschaltbare Federbeine, die dann eine Zeit für Zündapp stilprägend waren, verwirklicht. Der eigens neu entwickelte Motor 262 verfügte über ein Dreiganggetriebe. Hatten die Münchner Mopeds bis dahin ein Zweigang-Planetengetriebe, kam hier ein Schieberädergetriebe (auch als klauengeschaltet bezeichnet) zum Einsatz. Das Getriebe ist im Aufbau an das Getriebe der DB 200/201 angelehnt, selbst der Kickstarter wird ebenso nach vorne heruntergetreten.
Wahlweise war Fuß- oder Handschaltung erhältlich, der Fußschalthebel lag aber auf der rechten Seite wie das Bremspedal der Hinterradbremse, die als Hackenbremse ausgeführt war, Radnaben hinten und vorne mit 90 mm Durchmesser der Bremstrommeln.

### Falconette 435
Ab 1959, Rahmen wie 429, auch zuschaltbare Federbeine, ebenso ungedämpft wie bei 425, Radnaben mit 120 mm Bremsen. Motor ganz neu der Typ 267, ein Dreigang-Kugel-Ziehkeilgetriebe wie bei den Typen 265 (2-Gang) und 266 (3-Gang) allerdings mit Kickstarter und standardmäßig mit Fußschaltung links, Hinterradbremse nach wie vor als Hackenbremse ausgeführt.

### Falconette 510
Ab 1961 neuer Rahmen, kein Durchstieg mehr, wie KS 75, ebenso mit Kurzschwingengabel vorne, Federbeine zuschaltbar, ab 1962 Federbein und Dämpfer einzeln, gleiche Optik aber andere Funktion, da kein zuschaltbares Federbein mehr vorhanden. Motor jetzt Viergang-Ziehkeilgetriebe Typ 276, auch mit Gebläsekühlung erhältlich. Fußbremse als ganz normale Anordnung ausgeführt, Trommeldurchmesser hinten und vorne 120 mm.

### Motorvarianten
Typ 262
Der Typ 262 war ein völlig neuer Motor mit Kupplung im Ölbad, Tachoantrieb im Getriebe, Schieberädergetriebe und Kickstarter, auch mit Pedalwelle vorgesehen, für Export und mutmaßlich für eine Dreigangversion der Combinette. Abtrieb der Kurbelwelle rechts auf den Kupplungskorb, Lichtmaschine 6 Volt 17 Watt auf der gleichen Seite, wahlweise Hand- oder Fußschaltung, Handschaltung mit zwei Seilzügen, Fußschalthebel rechts, Kickstarterfeder innenliegend, Anschlag außen, Tachoantrieb im Getriebe. Anfänglich 2,3 PS, später dann 2,5 PS.
Typ 267
Auch der Typ 267 war ein gänzlich neuer Motor, ab 1959 wie die Typen 265 und 266 mit robustem Ziehkeilgetriebe, hier allerdings mit Kickstarter und Fußschaltung, Anwerfrichtung jetzt nach rechts, also nach hinten, Fußschalthebel links, Tachoantrieb im Getriebe, Lichtmaschine 6 Volt 17 W links, Abtrieb Kurbelwelle auf Kupplungskorb rechts, Ölbadkupplung, Auslass wie 262 als Flanschanschluss. Zu Beginn 3 PS, dann 3,6 PS.
Typ 276
Der Typ 276 wurde ab 1961 gebaut und wie der Typ 267 konstruiert, allerdings mit Viergang-Getriebe, fahrtwind- und gebläsegekühlt, bei letzterem Auslass als Steckanschluss, Lichtmaschine 6 Volt 18 Watt, 4,2 PS.